# A Burglar Cupid
A Burglar Cupid è un cortometraggio muto del 1909 diretto da Edwin S. Porter che curò anche la fotografia del film.

## Trama
Artie, innamorato perso di Gladys, non riesce a esprimere i suoi sentimenti, mettendo spesso a disagio la ragazza durante il corteggiamento. Suo cavaliere a un ballo, combina un sacco di guai finendo per versare anche la zuppa sull'abito da sera di Gladys. La accompagna a casa dove il chiarore della luna lo induce al romanticismo, ma lei non si decide a baciarlo. La situazione in stallo provoca la reazione di Mike, uno dei due ladri che si sono introdotti nell'appartamento per derubarlo. Stufo di dover assistere di nascosto all'impacciato corteggiamento di Artie, Mike esce allo scoperto e punta una pistola alla testa di Gladys, obbligandola a baciare il giovane spasimante. Artie è così felice che vuole regalare mezza casa ai ladri che, quando se ne vanno, tornati a casa con un ricco bottino, festeggiano il loro successo nelle faccende amorose.

## Produzione
Il film fu prodotto dalla Edison Manufacturing Company.

## Distribuzione
Distribuito dalla Edison Manufacturing Company, il film - un cortometraggio in una bobina - uscì nelle sale cinematografiche degli Stati Uniti il 22 gennaio 1909.